# Berostung

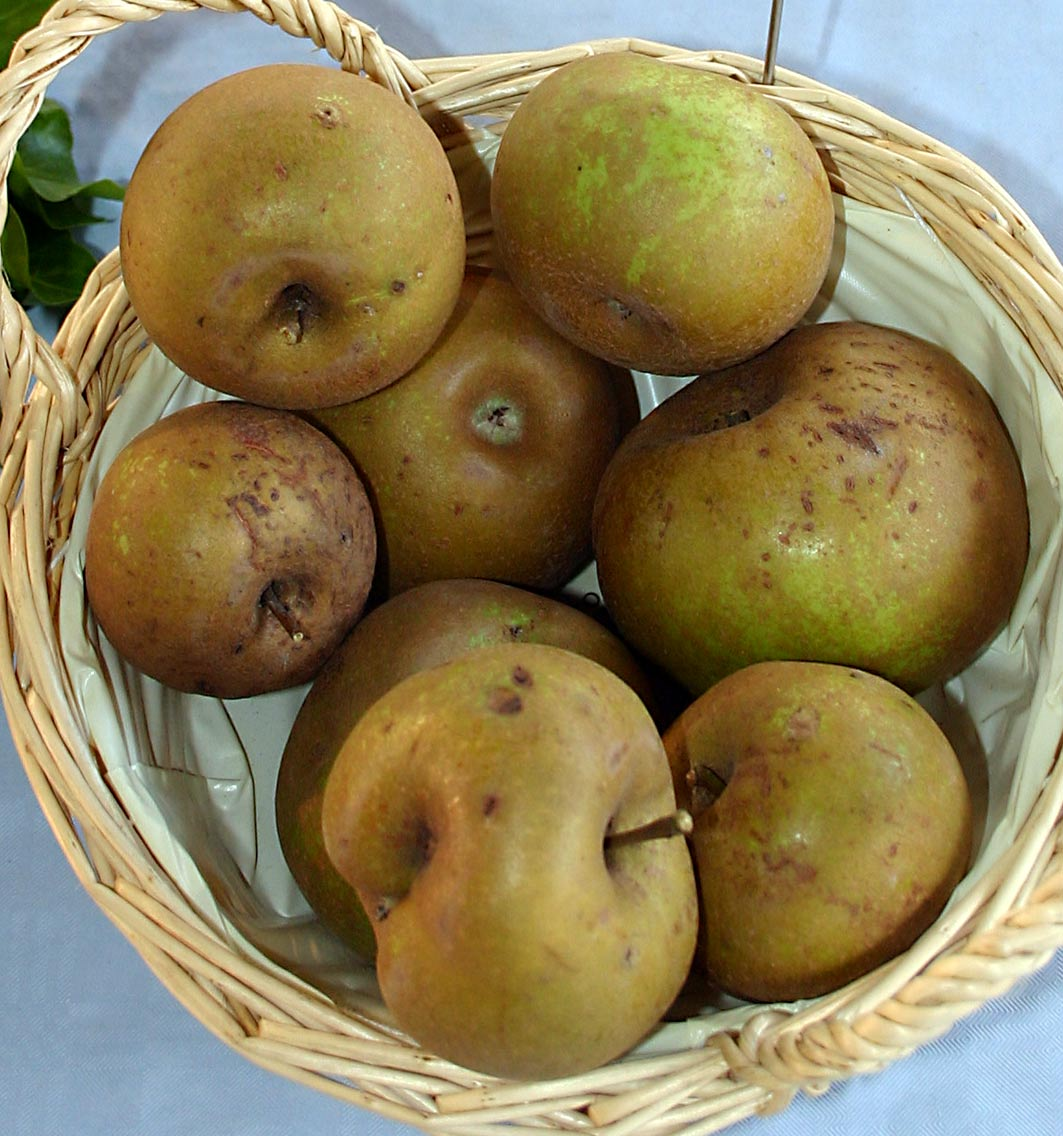
Graue Herbstrenette mit typischer Berostung

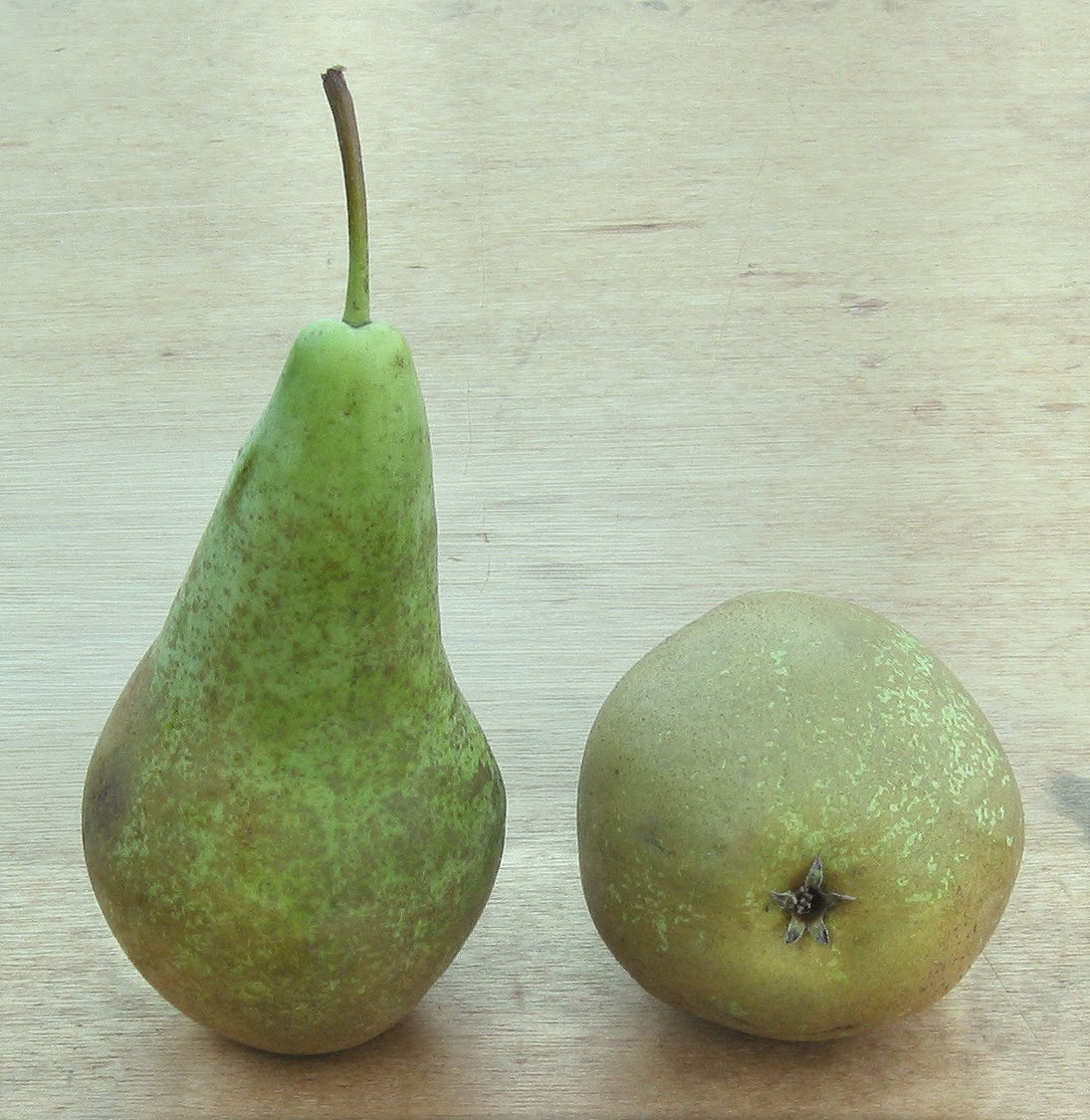
Conference (Birne) mit typischer Berostung

Berostung ist Sammelbezeichnung für verkorkte Zellen auf der Fruchtoberfläche von Kernobst.
Berostung entsteht durch Verletzungen der Fruchthaut. Je nach Art und Zeit der Verletzung beim Fruchtwachstum können unterschiedlich ausgeprägte Formen der Berostung entstehen. Als Ursachen kommen klimatische Bedingungen wie Niederschlag oder Frost in Frage. Gall- und Rostmilben wie die Apfelrostmilbe, Hefepilze und Apfelmehltau können ebenfalls zur Berostung führen. Rostpilze hingegen kommen nicht als Auslöser für die Berostung in Frage, weil durch sie nicht die Früchte, sondern andere Pflanzenteile befallen werden. Es gibt verschiedene Apfelsorten, bei denen Berostung sortentypisch ist, wie zum Beispiel bei der Osnabrücker Renette oder der Grauen Herbstrenette. Bei solchen Sorten ist ein gewisser Umfang an Berostung kein Qualitätsmangel.